# Serrognathus affinis
Serrognathus affinis es una especie de coleóptero de la familia Lucanidae. La especie fue descrita cietíficamente por Pouillaude en 1913.

## Subespecies
- Serrognathus affinis affinis (Pouillaude, 1913)

= Eurytrachelus affinis Pouillaude, 1913
- Serrognathus affinis kenkichii (Tsukawaki, 1998)

= Dorcus kenkichii Tsukawaki, 1998
- Serrognathus affinis ohtai (Ikeda, 1998)

= Dorcus ohtai Ikeda, 1998

## Distribución geográfica
Habita en Vietnam y Tailandia.